# Cypha tarsalis
Cypha tarsalis är en skalbaggsart som först beskrevs av Luze 1902.  Cypha tarsalis ingår i släktet Cypha, och familjen kortvingar. Arten är reproducerande i Sverige.